# 1972 v letectví
Tento článek obsahuje seznam událostí souvisejících s letectvím, které proběhly roku 1972.

## Události

### Květen
- 26. května – Cessna vyrobila své 100 000. letadlo. Stala se tak prvním výrobcem na světě, kterému se to podařilo.

### Září
- 22. září – je prodán 1000. Boeing 727, jde o rekord mezi dopravními letadly

### Říjen
- 26. října – ve věku 83 let umírá Igor Sikorskij

### Prosinec
- 3. prosince – otevřeno letiště Malmö (pod původním názvem Sturups flygplats), které nahradilo již nevyhovující letiště Bulltofta z roku 1923
- 23. prosince – ve věku 86 let umírá Andrej Tupolev
- 26. prosince – 117 bombardérů B-52 Stratofortress útočí na Hanoj v rámci Operace Linebacker II. Jde v té době o největší letecký útok Vietnamské války.

## První lety
- MiG-27

### Leden
- 21. ledna – Lockheed S-3 Viking, 157992

### Únor
- 21. února – AESL Airtrainer, ZK-DGY

### Březen
- 30. března – HAL Basant

### Květen
- 10. května – Fairchild YA-10, 71-1369
- 27. května – Partenavia P.70 Alpha, I-GIOY
- 30. května – Northrop YA-9, 71-1367

### Červen
- 2. června – Aérospatiale Dauphin, F-WSQL

### Červenec
- 6. července – SAAB-MFI 17
- 27. července – McDonnell Douglas YF-15A, 71-280

### Srpen
- 11. srpna – Northrop F-5E Tiger II

### Září
- 4. září – Berijev VVA-14

### Říjen
- 28. října – Airbus A300, F-WUAB

### Prosinec
- 23. prosince – Aero Boero AB-260
- 23. prosince – HPA Toucan